# بخش لنیون
بخش لنیون (به فرانسوی: Arrondissement de Lannion) یک بخش در فرانسه است که در کوت-دارمور واقع شده‌است.